# Zadní Ptákovice
Zadní Ptákovice jsou vesnice, část obce Nebřehovice v okrese Strakonice v Jihočeském kraji. Nachází se 4,5 kilometru jihovýchodně od Strakonic. V roce 2011 zde trvale žilo 41 obyvatel.

## Historie
První písemná zmínka o vesnici pochází z roku 1243.

## Obyvatelstvo
| Rok            | 1869 | 1880 | 1890 | 1900 | 1910 | 1921 | 1930 | 1950 | 1961 | 1970 | 1980 | 1991 | 2001 | 2011 | 2021 |
| -------------- | ---- | ---- | ---- | ---- | ---- | ---- | ---- | ---- | ---- | ---- | ---- | ---- | ---- | ---- | ---- |
| Počet obyvatel | 98   | 115  | 130  | 109  | 111  | 100  | 97   | 90   | 69   | 64   | 52   | 40   | 42   | 41   | 46   |
| Počet domů     | 17   | 17   | 18   | 18   | 18   | 17   | 17   | 19   | 16   | 16   | 16   | 18   | 18   | 18   | 18   |

## Obecní správa
Při sčítání lidu v letech 1850–1959 Zadní Ptákovice byly samostatnou obcí v okrese Strakonice. V letech 1960–1976 byly částí obce Nebřehovice v okrese Strakonice. Od 1. dubna 1976 do 23. listopadu 1990 byly částí obce Miloňovice v okrese Strakonice. Od 24. listopadu 1990 jsou opět částí obce Nebřehovice v okrese Strakonice.

## Další fotografie

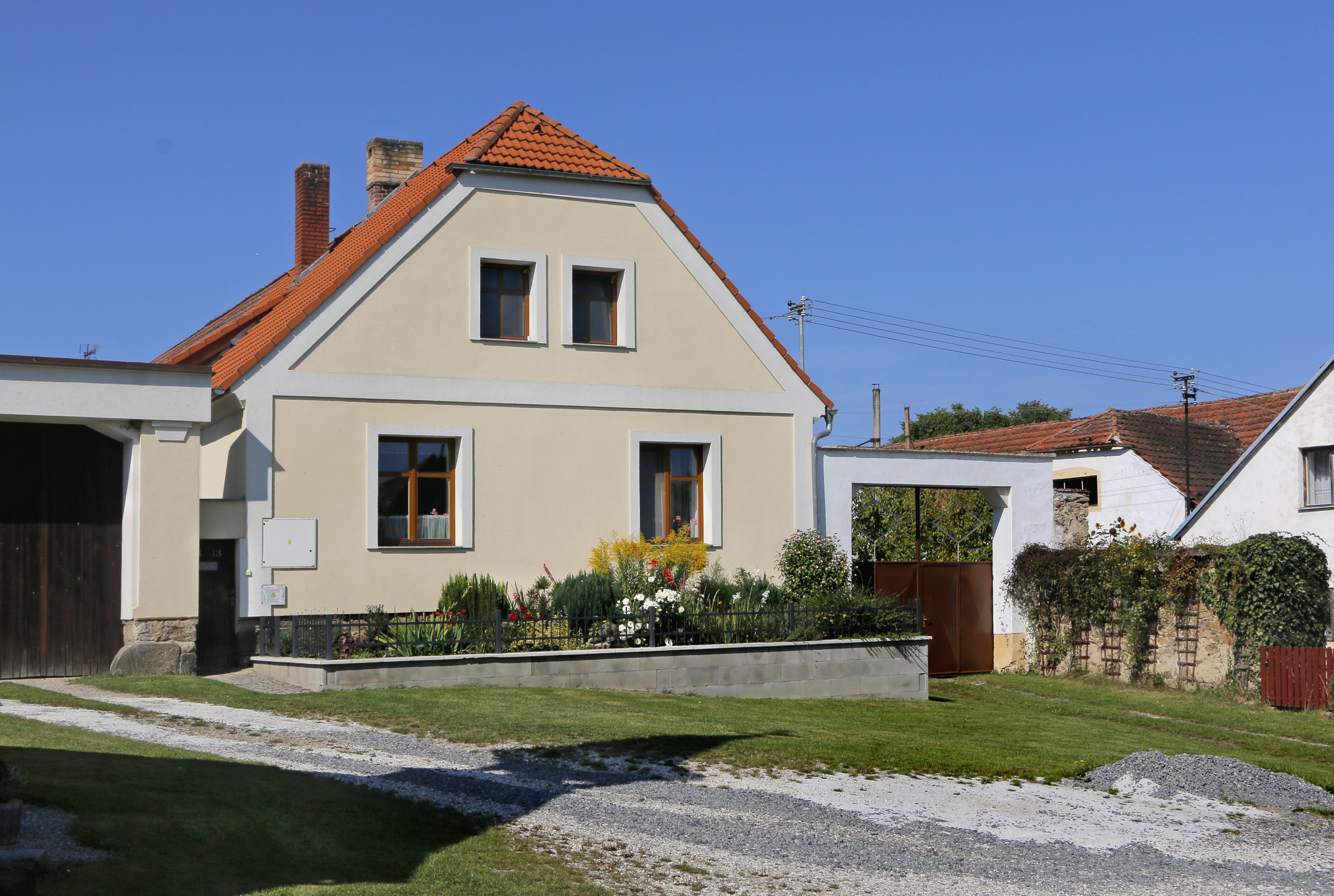
Náves
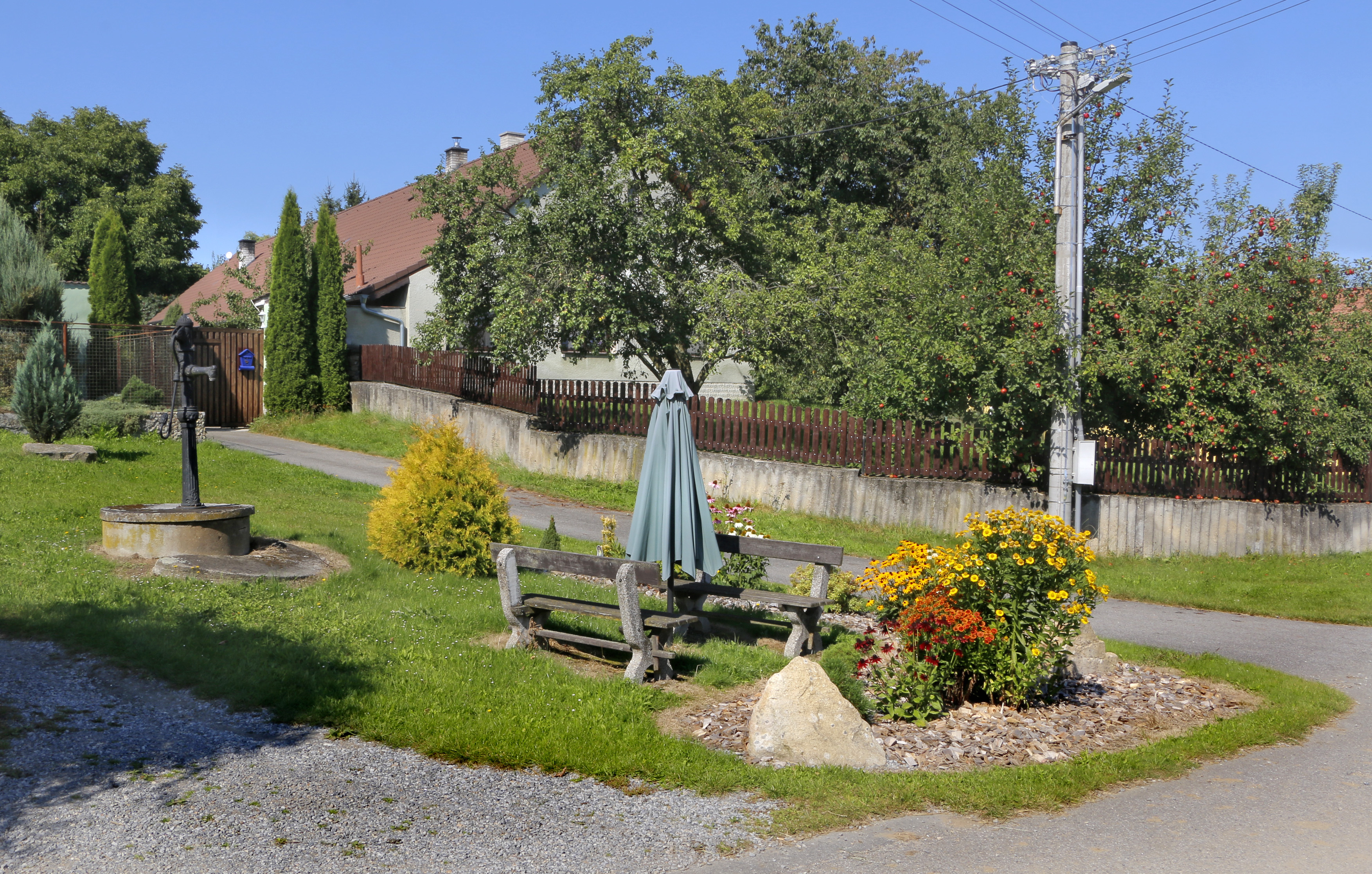
Odpočívka
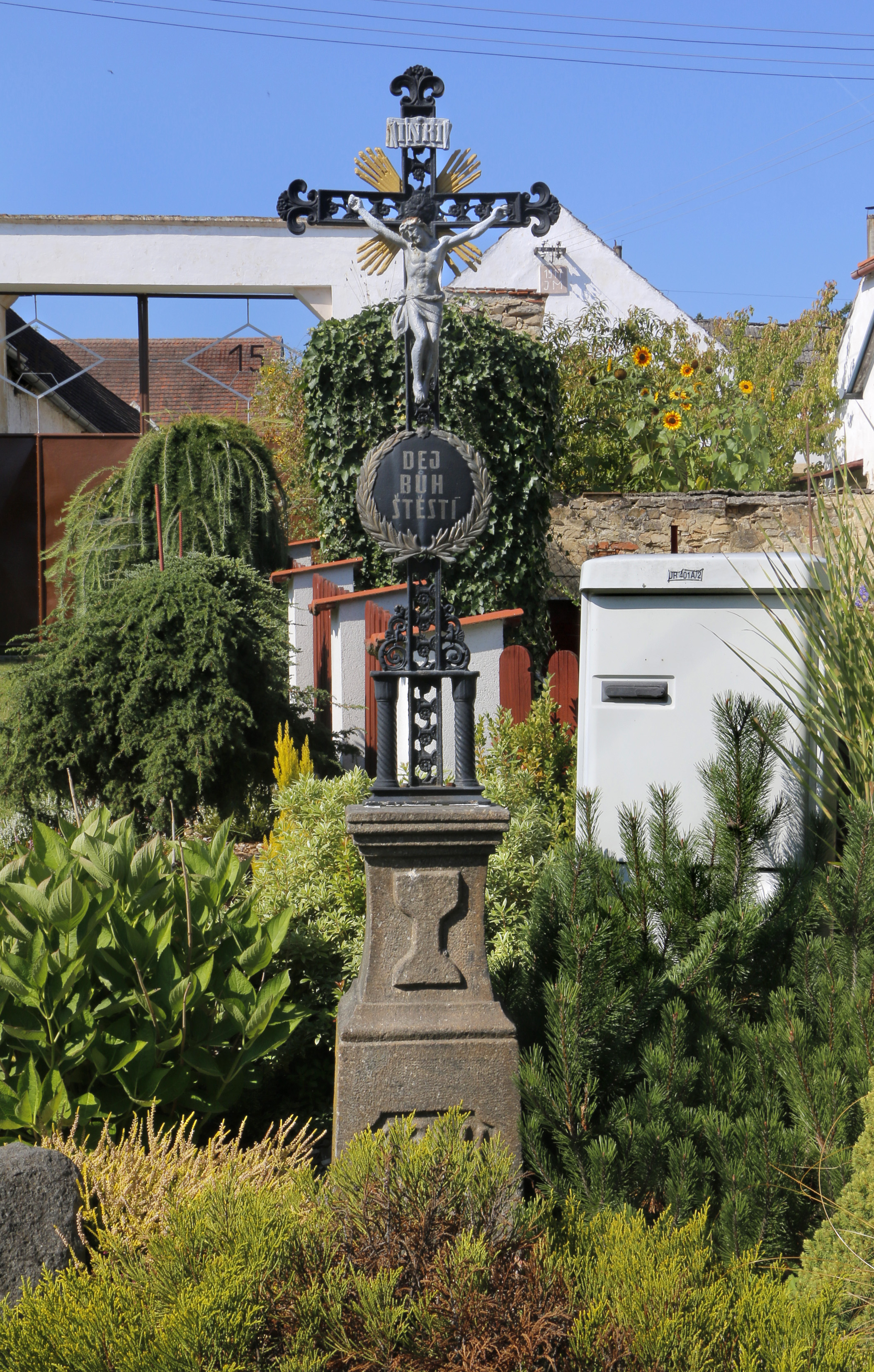
Křížek u cesty